# Hal Sparks
Hal Harry Magee Sparks III (ur. 25 września 1969 w Cincinnati) – amerykański komik, aktor, muzyk, komentator polityczny, prezenter telewizyjny i radiowy oraz osobowość telewizyjna. Odtwórca roli Michaela Novotny’ego w amerykańskim serialu Queer as Folk. Jest również wokalistą i gitarzystą zespołu rockowego Zero 1. Jej członkami są: Robert Hall (przyjaciel Hala) i Miles Loretta (kuzyn Hala).

## Filmografia

### Filmy
- 1987: Frog (TV) jako Jim
- 1989: Chopper Chicks in Zombietown jako Lance
- 2000: Stary, gdzie moja bryka? jako Zoltan
- 2001: Dr Dolittle 2 jako Ryba Szkolna (głos)
- 2003: Dickie Roberts: Former Child Star jako wydawca
- 2004: Spider-Man 2 jako pasażer windy
- 2006: Denial
- 2007: The House That Jack Built jako Dominic
- 2008: Dead Space: Downfall jako Ramirez
- 2009: Ekstrakt (Extract) jako sprzedawca gitar

### Seriale
- 1994: Nowe przygody Supermana jako deskorolkarz
- 1995: Signs and Wonders jako rocker
- 1995: Doktor Quinn jako Łagodny Koń
- 1996: Invader jako Fort Irwin Defense Command (głos)
- 1998: Cheap Theatrix
- 1999: Lost & Found jako DJ
- 1999–2000: Talk Soup jako gospodarz
- 2000: Stan wyjątkowy jako Ellroy Nelson
- 2000–2005: Queer as Folk jako Michael Novotny
- 2002: Rendez-View jako gościnny gospodarz
- 2002: One on One jako Danny Davis Jr.
- 2002: Bleacher Bums jako Richie
- 2003: Frasier jako recepcjonista
- 2004: Extreme Dodgeball
- 2004: Lightning Bug
- 2005: CSI: Kryminalne zagadki Las Vegas jako Digger James
- 2005: Video Game Vixens jako gospodarz
- 2006: Las Vegas
- 2006: Survival of the Richest jako gospodarz
- 2006: Celebrity Duets
- 2006: Celebrity Paranormal Project
- 2007: Tak and the Power of Juju
- 2007: America's Funniest Mom 3 jako on sam/sędzia
- 2008: Rock Band 2: The Stars
- 2008: Celebracadabra jako on sam
- 2009: 20Q jako współgospodarz
- 2010: The Tester
- Web Soup
- Hal Sparks: Charmageddon
- 2012–2016: Szczury laboratoryjne jako Donald Davenport
- 2016: Szczury laboratoryjne: Jednostka elitarna jako Donald Davenport
- 2016: Pełniejsza chata jako Nelson
- 2018: Chirurdzy jako oszukańczy onkolog

## Dyskografia
- Strum Sum Up (2007)[3]
- Charmageddon (2010)
- Wreckcreation (2018)